# 4056 Timwarner
4056 Timwarner је астероид главног астероидног појаса чија средња удаљеност од Сунца износи 2,645 астрономских јединица (АЈ).
Апсолутна магнитуда астероида је 12,4.